# 小宁国公主
小宁国公主（8世纪—791年），唐朝宗室女，又作少宁国公主，唐玄宗孙女，荣王李琬的女儿。
乾元元年（758年），堂姐妹宁国公主（唐肃宗女）下嫁给回纥英武威远可汗磨延啜，李氏为陪嫁女。乾元二年（759年），年迈的英武威远可汗死后，宁国公主回到长安。而李氏则留在回纥，又嫁其子英义可汗移地健。回纥以她为可敦，又称为小宁国公主。到天亲可汗立，才出居宫外。她为英武威远可汗生有两个儿子，天亲可汗顿莫贺达干篡位后，都被他所杀。
贞元七年（791年）五月，回纥遣使律支达干等来朝，告之小宁国公主逝世。唐德宗隆重为远嫁漠北三十余年的和亲公主举哀。